# Накашидзе, Михаил Александрович (бакинский губернатор)
Накаши́дзе, Михаил Александрович (1 января 1844 года, — 11 мая 1905 года, Баку) — князь Российской империи, бакинский губернатор. Убит армянским дашнаком и военным деятелем Дро в отместку за предполагаемое попустительство им Бакинской резне.

## Биография

### Начало карьеры
Происходил из Гурийского княжеского рода Накашидзе. В 1869 году окончил Санкт-Петербургский университет по юридическому факультету и был выпущен со степенью кандидата права. Службу начал в Баку, в должности помощника мирового судьи. Прослужив в этой должности два года, назначен был сначала Шемахинским, затем Ленкоранским мировым судьёй. В 1873 году стал членом Бакинского окружного суда, в каковой должности состоял до 1880 года. 
В 1880 году Накашидзе оставил службу по министерству юстиции и перешёл в министерство внутренних дел с назначением на должность правителя канцелярии начальника Дагестанской области. Участвовал в комиссии по пересмотру устава о воинской повинности 1874 года по случаю введения всеобщей воинской повинности между инородцами Северного Кавказа.
В 1892 году Накашидзе был назначен Эриванским вице-губернатором и состоял в этой должности до февраля 1904 года, когда был назначен Бакинским губернатором. В бытность Эриванским вице-губернатором Накашидзе был назначен комиссаром для передачи персидскому правительству уступленного русским правительством по конвенции Аббас-Абадского участка на правом берегу реки Аракс.
В декабре 1896 года главноначальствующим Кавказской администрации был назначен князь Григорий Сергеевич Голицын. Голицын резко негативно относился к армянскому национальному движению. Журналист А. В. Aмфитеатров сохранил для истории одну из голицынских острот: «Доведу до того, что единственным армянином в Тифлисе будет чучело армянина в Тифлисском музее!» Главным идеологом голицынского курса стал беспринципный, но небесталанный публицист В. Л. Величко, редактор официальной газеты «Кавказ». Г. С. Голицын стал одним из инициаторов принятия закона о конфискации имущества Армянской апостольской церкви и о закрытии армянских школ от 12 июня 1903 года. Согласно закону, всё недвижимое имущество (включая территорию Эчмиадзинского монастыря) и капитал, принадлежавшие Армянской церкви и духовным учреждениям, переходили в ведение государства.
Именно он возглавил кампанию по ограблению Армянской апостольской церкви в Эриванской губернии, то есть в самом сердце Армении. Народ встал на защиту своей Церкви. Выступления подавлялись оружием. Впоследствии, 1 августа 1905 года, уже после смерти Накашидзе, Николай II подписал указ о возвращении Армянской церкви конфискованного имущества. Одновременно разрешалось вновь открыть армянские национальные школы.
14 октября 1903 года на Коджорском шоссе близ Тифлиса главноначальствующий Кавказской администрации генерал от инфантерии Григорий Сергеевич Голицын был тяжело ранен в результате террористического акта, совершённого членами армянской социал-демократической партии Гнчак.

### Бакинская резня
В феврале 1904 года Накашидзе, по протекции князя Голицына, был назначен Бакинским губернатором. Сам же Голицын пробыл в должности главноначальствующего до 1 января 1905 года, когда был переведён с Кавказа в Санкт-Петербург и назначен состоять при особе Его Императорского Величества.
Армяно-татарская резня в Баку началась в феврале 1905 года. С подачи Накашидзе, в январе 1905 года чины бакинской полиции конфиденциально сообщали «татарам» (так во времена Российской империи обычно именовались закавказские тюрки-шииты, в 1918 году взявшие себе имя «азербайджанцев»), что армяне собираются устроить им резню, и настойчиво советовали опередить армян. Шахтахтинский[какой?]  раздавал татарам «листки, в которых указывалось, что армяне на Кавказе издавна являлись нацией, подавляющей и угнетающей другие национальности, в том числе и татар, что они деятельно агитируют в пользу уничтожения царской власти и что их поэтому следует бить».
12 января армянские солдаты-конвоиры закололи при попытке к бегству молодого татарина Була-Ага Реза оглы, обвинявшегося в покушении на убийство армянина. В татарских кварталах стали поговаривать, будто армяне нарочно убили мусульманина. 6 февраля родственник убитого Бабаев, решив отомстить, пытался застрелить одного из солдат в толпе перед армянской церковью, но был убит толпой. После этого татарские вооруженные группировки напали на армянский квартал. Таким образом началась армяно-татарская резня, которая перекинулась на другие районы Закавказья. Корреспондент газеты «Русское слово» так описывал начало резни:
Шайки убийц появились одновременно в разных частях города. Загремели выстрелы… Застигнутые на улицах армяне спасались бегством. Вслед им гремели выстрелы. Несчастные падали, не добежав иногда несколько шагов до дверей своего дома… Жертвы среди армян насчитывались уже десятками. В то время, когда большинство мирного армянского населения в страхе ждало со стороны полиции и войск избавления от грозящей беды, раздраженная горячая молодежь рвалась мстить за убитых родичей и единоплеменников. Ещё немного, и раздались выстрелы в проходивших кучками татар из окон и с крыш армянских домов… упало несколько человек татар. Взаимное озлобление всё возрастало. Когда на улицах больше некого было убивать, татары кинулись громить армянские лавки. Взламывали двери, стреляли внутрь лавок залпами, вытаскивали неосторожно оставшихся в лавках торговцев и зверски расправлялись с ними.
Однажды он даже приказал казаку-конвойцу, который вступился за избиваемого армянского ребёнка и отнял ружье у татарина, немедленно вернуть оружие: «Отдай назад берданку!» — крикнул казаку князь Накашидзе.
В сложившейся обстановке армянская революционно-националистическая партия «Дашнакцутюн» сумела организовать эффективную самооборону. Первые действия самообороны начались 7 февраля. С этого момента число убитых татар стало резко расти, убитых армян — падать.
Резня продолжалась ровно три дня, которые как раз и были отпущены Михаилом Накашидзе на погром. В полдень 9 февраля Накашидзе собрал на своей квартире городского голову, казия, епископа Ширванского Ананию и других почтенных лиц, оттуда они пошли по городу мирной процессией с белым флагом. Причём, впереди шагал сам губернатор, в мундире и при всех регалиях. Резня немедленно прекратилась.
Всего, по данным Бакинского статистического бюро и «татарско-русско-армянского комитета» (сформированного по окончании резни для оказания помощи пострадавшим), армян было убито 205, из них 7 женщин, 20 детей и 13 стариков; ранен 121 человек. Мусульман убито 111, ранено 128; среди убитых 2 женщины (одна из них — шальной солдатской пулей); детей и стариков не отмечено.
11 мая губернатор Накашидзе, проезжая через площадь Парапет, был убит дашнаком Дро Канаяном, бросившим в него бомбу. Смертный приговор как «организатору армянских погромов в Баку» был вынесен ему Комитетом «Восканапат» АРФ Дашнакцутюн.